# Alexandre Arrechea
Alexandre Arrechea (Trinidad, 1970) es un artista cubano.

## Biografía
Se graduó de la "Instituto Superior de Arte (ISA)" en La Habana en 1994. Durante doce años fue miembro del colectivo artístico Los Carpinteros, hasta que abandonó el grupo en julio de 2003 para continuar su carrera como artista solista. Su arte público implica los conceptos de poder y de su red de jerarquías, la vigilancia, control, prohibiciones y sometimiento. El espectador de la participación en el trabajo añade a su contemplación. El trabajo surge de las acciones humanas y reacciones en la cara de las versiones contemporáneas del mundo ya descrito por Jeremy Bentham en el siglo XVIII. El ojo del poder relojes de todo y todos, y todos los relojes de todos los demás y de ellos mismos.
La calidad de la interdisciplinario Alexandre Arrechea del trabajo revela un profundo interés en la exploración de ambos públicos y espacios domésticos. Esta búsqueda le ha llevado a producir varios proyectos monumentales como “Ciudad Transportable” (2000), “The Garden of Mistrust” (2003-2005) and “Perpetual Free Entrance” (2006).

## Exposiciones individuales
2008
- Museo de la Universidad de América en el Katzen, Washington D. C. EE. UU.

2007
- [30 de enero] "Espacio Derrotado", Galería Casado Santa Pau, Madrid, España
- [15 de febrero ] "Sweet Fear", Alonso Art, Miami, Florida. EE. UU.
- [30 de junio] "Enlaces Contemporáneo" San Diego Museum of Art, San Diego, EE. UU.

## Premios, becas
2005
- Braziers Internacional. Oxfordshire, Inglaterra.